# Izrael (imię)
Izrael (hebr. ‏יִשְׂרָאֵל‎, Jisra’el) – imię hebrajskie o niejasnym już dziś znaczeniu. Zgodnie z biblijną przypowieścią, powstało z połączenia słów oznaczających „będzie się zmagał z Bogiem" (hebr. ‏לשרות‎, lisrot – „zmagać się”, ‏אֵל‎‎, El – „Bóg"). Według tradycji po raz pierwszy nadano je patriarsze Jakubowi, który po walce z posłańcem Boga lub samym Bogiem usłyszał: „Odtąd nie będziesz nazywał się Jakub, ale Izrael, bo walczyłeś z Bogiem i z ludźmi i zwyciężyłeś” (Rdz 32,29).